# Quantum (álbum)
Quantum es el cuarto álbum de la banda norteamericana de metal progresivo instrumental Planet X, editado el 18 de mayo de 2007 en el sello InsideOut Music. Presenta a Derek Sherinian en los teclados, a Virgil Donati en la batería, a Allan Holdsworth en la guitarra en las pistas 2 y 4, a Brett Garsed en la guitarra en el resto de canciones y al bajista Rufus Pilpot.

## Lista de canciones
1. "Alien Hip Hop" (7:11)
2. "Desert Girl" (6:04)
3. "Matrix Gate" (4:08)
4. "The Thinking Stone" (4:11)
5. "Space Foam" (4:45)
6. "Poland" (5:22)
7. "Snuff" (4:57)
8. "Kingdom of Dreams" (6:48)
9. "Quantum Factor" (7:09)

- Datos: Q31159